# Лугвен
Лугвен, Лугвень, Лонгвін (середина 13 - го століття. ) - литовський князь, племінник (син сестри) Міндовга . A. Шаланда з якихось причин називає його шурином (братом дружини), і генеалогічна схема показує зятем (чоловіком сестри) Міндовга . 

## Біографія
За словами В. Носевича, Лунгвен мав власну свиту з 500 воїнів та дворовий замок зі слугами . Двір, можливо, знаходився на Лінкмяниському поселенні . 
Вперше (Лековний, Лонгковен) згадується в Галицько-Волинському літописі у 1244 році, коли він воював біля Мельниці - відступаючи з здобиччю через Пінське князівство, незважаючи на застереження пінського князя Михайла, загін Лугвена зазнав поразки від погоні за галицько-волинськими князями під Пінськом, сам Лугвен утік пораненим. 
Згідно з Лівонським римованим літописом, ймовірно, цією поразкою скористалися троє братів, литовські вельможі та князьки Туше, Мільгерин та Гінгейка, які домовились з лівонськими німцями, захопили Лугвеня з родиною та вивезли до Риги . У спробі звільнити Лугвеня на шляху до Лівонії, загинув його молодший брат . 
Нарешті Лугвен (Lengewin) був викуплений "друзями" за 500 півмарок . 
У 1247 р. він атакував Венденське комтурство, переміг загін, що охороняв його в 500 чоловік, вбив Вендіського комтура та 8 братів-лицарів. 
Він згадується як свідок (Langwinus sororius noster) у можливо підробленому акті Міндовга з 1260 року. 